# إنزيم لبي
الإنزيم اللبي يتكون من وحدات فرعية التي يتم الاستعانة بها في عمليات التحفيز، كما هو موجود في الإنزيم اللبي للحمض النووي الريبوزومي RNA polymerase
وهو يعد مثال للإنزيمات اللبية التي لا تحتوي على العامل سيجما (σ).
فهو يتكون من اثنين من العامل الفا (2α) وعامل واحد من العامل بيتا (β) وعامل واحد من العامل بيتا برايم (β') وعامل واحد من العامل اوميجا (ω).
بينما إنزيم البوليميريز 1 للحمض النووي يصنف حاملا لأجزاء من الإنزيمات اللبية والمفرغة معا، حيث ان نهاية ال 5'exonuclease يمكن إزالتها دون إحداث أي تلف للوظيفة الأساسية للإنزيم.